# Diversión (ejército)
En el acto militar, se llama diversión al acto de enviar un destacamento, de separar un cuerpo de tropas de la masa común o del grueso del ejército con la intención de que concurra simultánea o combinadamente a un ataque. 
La diversión puede verificarse, bien sobre el teatro entero de la guerra estratégicamente o, con más frecuencia, tácticamente sobre la zona reducida de las maniobras y también sobre un campo limitado de batalla, cuando se resuelve un ataque doble o falso. El uso táctico de las reservas, en que Napoleón I tanto sobresalió, es en rigor un caso de diversión especial. Pero la palabra siempre se aplica fuera de él y como disposición puramente anormal y producida, no por el sistema general muchas veces, sino por la inspiración momentánea del caudillo, al formular o modificar su plan de ataque. 
En buen lenguaje se dice hacer diversión, más que divertir al enemigo, por el doble sentido de esta última frase, no por temor de galicismo, pues los clásicos usan este verbo en sentido de apartar, desviar. Se puede decir sin recelo divertir la atención, las fuerzas del enemigo, llamarlas a puntos lejanos.
Es voz que cita Terreros en su sentido militar y que usa Coloma: 

Mauricio, desconfiado de socorrer á Calés y deseando divertir algún tanto las fuerzas españolas, arrojó ochocientos caballos que corrieron á todo Brabante...
G.de Flándes. lib. 8.